# MDC (Nederlandse danceact)
MDC was een Nederlands dj-duo.

## Biografie
MDC was een project van de Nederlandse deejays Jorn Hanneman en Marcel Scheffers. In 2001 scoorden zij een hit met Sunny Trumpets, een cover van You Can Call Me Al van Paul Simon.

## Discografie
| Single met hitnotering(en) in de Vlaamse Ultratop 50 | Datum van verschijnen | Datum van binnenkomst | Hoogste positie | Aantal weken | Opmerkingen |
| ---------------------------------------------------- | --------------------- | --------------------- | --------------- | ------------ | ----------- |
| Sunny Trumpets                                       | 2001                  | 25-08-2001            | 30              | 5            |             |